# Ново село (община Соколац)
Ново село (на сръбски: Ново Село) е село в Босна и Херцеговина, разположено в община Соколац, в ентитета на Република Сръбска. Населението му според преброяването през 2013 г. е 710 души, от тях: 704 (99,15 %) сърби, 3 (0,41 %) хървати, 1 (0,14 %) югославянин, 1 (0,14 %) не определен, 1 (0,14 %) неизвестен.

## Население
Численост на населението според преброяванията през годините:
- 1961 – 286 души
- 1971 – 177 души
- 1981 – 110 души
- 1991 – 119 души
- 2013 – 710 души